# Lecce
Lecce (grčki: Luppìu, starogrčki: Ἀλήσιον) je grad i upravno središte istoimene talijanske pokrajine Lecce u regiji Apuliji, jugoistočno od Taranta s 94,772 stanovnika (2008.): smješten je na “peti talijanske čizme” (poluotok Salento). 
Lecce je prometno (cestovno i željezničko) središte poljoprivredne okolice s razvijenom duhanskom i prehrambenom industrijom, te lončarstvom, proizvodnjom igračaka, stakla, namještaja, maslinova ulja i vina.

## Povijest
Lecce je osnovano kao grčka kolonija koju su Rimljani nazvali Lupiae. Nakon pada Rimskog Carstva našao se u posjedu Bizanta, potom Langobarda i Saracena. Normani ga osvajaju u 11. stoljeću, a utvrđen je u 15. stoljeću. Postaje dijelom Napuljskog kraljevstva u 16. i 17. stoljeću kada doživljava kulturni i trgovački vrhunac.

## Znamenitosti
U Lecceu se nalazi rimski amfiteatar (1. – 2. st.), katedrala Santa Croce (12. st.), barokna crkva St. Niccolo e Cataldo i muzej. Zbog bogate barokne arhitekture često ga nazivaju “barokna Firenca”. Sveučilište je osnovano 1959. godine, s likovnom akademijom i konzervatorijem.

## Prijateljski gradovi
| - Murcia, Španjolska (od 2002.) - Skopje, Makedonija (od 2005.) - Ostrów Wielkopolski, Poljska (od 2006.) - Melbourne, Australija | - Palermo, Italija - Valladolid, Španjolska - Verona, Italija - Barranquilla, Kolumbija |

## Vanjske poveznice
- Službene stranice grada  Arhivirana inačica izvorne stranice od 10. lipnja 2009. (Wayback Machine) (tal.)
- Web kamera - Lecce uživo